# Fantasía sobre aires polacos
La Fantasía sobre aires polacos op. 13 es una obra para piano y orquesta de Frédéric Chopin. En ella, el espíritu patriótico y nacionalista de su autor se manifiesta con apasionamiento juvenil, escrita cuando contaba con 18 años. Los temas que emplea son populares y diversos, siendo, quizá, de todas sus obras para piano y orquesta, la más que consigna el equilibrio entre el solista y la conjunto orquestal. La Fantasía sobre aires polacos fue publicada en Leipzig en 1834. Consta de cuatro movimientos.

## Movimientos
- Introducción. Largo non troppo. La fantasía se inicia con una lenta introducción que nos lleva al segundo tiempo.

- Air: Juz miesiac zaszedi. Andantino. Graciosa sección de carácter bucólico, inspirada en la melodía de la canción popular polaca La luna se había ocultado.

- Tema de Charles Kurpinski. Allegretto. Aquí se toma el tema polaco de una composición del profesor de Chopin en el Conservatorio de Varsovia. Es una sección sencilla en la que la melodía se va desgranando con morosidad y luego complicándose con numerosos embellecimientos.

- Kujawiak. Vivace. Esta es una danza semejante a una mazurca, pero más rápida y brillante. Chopin dota al piano de un virtuosismo deslumbrador.

La duración de la obra es de alrededor de catorce minutos.